# Marblepsis

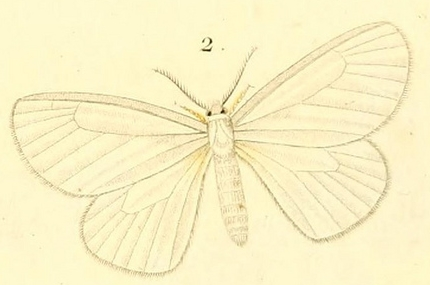
Collenettema crocipes (Boisduval, 1833), inicialmente denominado como Cypra crocipe, é minuciosamente descrito na compilação "Faune endémique de Bourbon, Maurice et Madagascar" de 1833, na placa 12, especificamente na ilustração No. 02

Marblepsis é um gênero de traça pertencente à família Arctiidae.